# Sofiane Elimam
Pour les articles homonymes, voir Elimam.
Sofiane Elimam, né le 25 mai 1968, est un handballeur algérien. Il a joué au poste de gardien de but en équipe d’Algérie et a été coach du gardien de but,,,.

## Biographie
Ses débuts dans le handball remontent à 1985, où il évolue dans les rangs des seniors du Mouloudia d’Oran, puis se dirige vers le monde professionnel en Tunisie, où il débute avec le club Makarem Mahdia, pour lequel il joue une saison, puis retourne dans sa ville natale d’Oran.
Il a participé avec son club le Mouloudia à deux Championnat arabe des clubs champions en 1985 et 1988, et à deux championnats d’Afrique, le premier en 1987 dans la coupe d’Afrique des clubs vainqueurs de coupe de handball en Égypte, où il a remporté le titre, et le second en 1988 à Oran, où lui et le Mouloudia d’Oran ont terminé deuxième dans la Coupe d'Afrique des vainqueurs de coupe à Tunis.
Ensuite, en équipe nationale d’Algérie, il participe au Championnat du monde 1990 et à celui de 1995, en plus de disputer le dernier match de la coupe d’Afrique des nations de 1994 en Tunisie.

## Palmarès

### avec les Clubs
Championnat d'Algérie
- Champion : 1993

Coupe d'Algérie
- Vainqueur : 1986
- Finaliste :   1988, 1989

Championnat arabe des clubs champions
- Champion : 1988
- Troisième place : 1985

Coupe des vainqueurs de coupe
- Vainqueur : 1987
- Finaliste : 1988

### avec l'équipe d’Algérie
Championnats d'Afrique
- Finaliste du Championnat d'Afrique de Tunisie 1994

Championnat d'Afrique junior
- Vainqueur du Championnat d'Afrique junior 1988 ( Tunisie)

Championnats du monde
- 16e au Championnat du monde 1990 ( Tchécoslovaquie)

- 16e au championnat du monde 1995 ( Islande)